# Phare de la Pointe Fantasque
Le phare de la Pointe Fantasque est un phare actif situé sur la Pointe Fantasque (ceb) de l'île de la Gonâve, dans le département de l'Ouest à Haïti, en mer des Caraïbes.

## Histoire
Le phare est situé à la pointe sud-est de l'île de la Gonâve et n'est accessible uniquement que par bateau.

## Description
Ce phare  est une tour quadrangulaire métallique à claire-voie, avec une galerie et une petite lanterne de 15 m de haut. La tour est peinte en blanc. Il émet, à une hauteur focale de 20 m, six flashs blancs rapides et un long flash blanc par période de 15 secondes. Sa portée est de 9 milles nautiques (environ 17 km).
Identifiant : Amirauté : J5384 - NGA : 110-14184.

### Lien connexe
- Liste des phares d'Haïti